# مايكل كولينز (لاعب كرة قدم، مواليد 1986)
مايكل كولينز (30 أبريل 1986 بهاليفاكس في المملكة المتحدة - ) (بالإنجليزية: Michael Collins)‏ هو لاعب كرة قدم بريطاني في مركز الوسط. شارك مع منتخب جمهورية أيرلندا تحت 20 سنة لكرة القدم ومنتخب جمهورية أيرلندا تحت 21 سنة لكرة القدم ومنتخب جمهورية أيرلندا لكرة القدم. أما مع النوادي، فقد لعب مع أكسفورد يونايتد وسكونثورب يونايتد ونادي بنغالورو ونادي يورك سيتي وهدرسفيلد تاون وإيه أف سي ويمبلدون.

## وصلات خارجية
- ميخائيل كولينز على موقع قاعدة بيانات كرة القدم.إي يو (الإنجليزية)
- ميخائيل كولينز على موقع Soccerbase.com (لاعب) (الإنجليزية)
- ميخائيل كولينز على موقع Soccerway.com (الإنجليزية)